# (312645) 2010 EP65
(312645) 2010 EP65 est un transneptunien de la famille des twotinos de magnitude absolue 5,3. 
Son diamètre est estimé à 350 km, ce qui le qualifie comme un candidat au statut de planète naine.